# Nationaal park Lagoa do Peixe
Het Nationaal park Lagoa do Peize is een nationaal park in Brazilië, opgericht in 1986. Het ligt in Rio Grande do Sul en is 34 400 hectare groot.
Het is opgericht om trekvogels te beschermen bij de lagune Lagoa dos Patos.
In het park komen verschillende milieus voor, waaronder overstromingsgraslanden, mata palustre, lagunes, meren, en marismas.

## Fauna
Twee van de 14 ernstig bedreigde soorten in het park zijn Dermochelys coriacea en Rhinobatos horkelii.

## Toerisme
Het park is open voor toeristen, maar wordt vanwege de slechte toegankelijkheid door slechts ongeveer een paar duizend mensen per jaar bezocht.

## Bedreigingen
De belangrijkste bedreigingen zijn de onduidelijke eigendomsverhoudingen, omzetting in weide voor vee, vervuiling en overbevissing. De bescherming is niet goed geregeld.